# 赤坂区
赤坂区（あかさかく、旧字体：赤坂區）は、東京府東京市（後に東京都）にかつて存在した区である。1878年（明治11年）から1947年（昭和22年）までの期間（東京15区及び35区の時代）に存在した。現在の港区の一部ならびに渋谷区の一部。

## 地理
東京都の東に位置した。東に弁慶濠が位置し、東京都電車が、区の全域を走っている。区域には赤坂離宮がある。現在の東京都港区のうち、旧赤坂区は赤坂総合支所（赤坂4-18-13、郵便番号107-8516）の管轄下になり、現在も赤坂地区と呼ばれている。赤坂一丁目 - 九丁目、北青山一丁目 - 三丁目、南青山一丁目 - 七丁目、元赤坂一丁目・二丁目が属する。

### 隣接していた自治体
- 東京都
  - 四谷区、麹町区、芝区、麻布区、渋谷区

## 歴史
区名の由来は、見附から四ッ谷へのぼる紀伊国坂を赤坂と呼んだことから。赤坂と呼んだ理由には、以下の説がある。
- 坂上に茜草が生えることから赤根山（あかねやま）と呼ばれ、この山にのぼる坂を赤坂と称することから
- 染物屋が坂に赤い絹を干したことから

### 沿革
- 1878年（明治11年）11月2日 - 郡区町村編制法施行により、以下の地域をもって東京府赤坂区が置かれる[2]。区役所（現在の総合支所）は赤坂表三丁目五番地に置き、11月4日に開庁し事務を開始する[2]。
  - 元赤坂町、赤坂表町一丁目、赤坂裏町一丁目、赤坂裏町二丁目、赤坂裏町三丁目、青山権田原町（現元赤坂）
  - 赤坂田町一丁目、赤坂田町二丁目、赤坂田町三丁目、赤坂田町四丁目、赤坂田町五丁目、赤坂田町六丁目、赤坂田町七丁目、赤坂表町三丁目、赤坂表町四丁目、赤坂新町一丁目、赤坂新町二丁目、赤坂新町三丁目、赤坂新町四丁目、赤坂新町五丁目、赤坂仲ノ町、赤坂一ツ木町、赤坂丹後町、赤坂氷川町、赤坂台町、赤坂新坂町、赤坂檜町、赤坂福吉町、溜池榎坂町（現赤坂）
  - 赤坂表町二丁目（現元赤坂、赤坂）
  - 青山北町一丁目、青山北町二丁目、青山北町三丁目、青山北町四丁目、青山北町五丁目、青山北町六丁目、青山三筋町一丁目、青山三筋町二丁目（現北青山）
  - 青山南町一丁目（現南青山、ごく一部は六本木）
  - 青山南町二丁目、青山南町三丁目、青山南町四丁目（現南青山）
  - 青山南町五丁目、青山南町六丁目、青山高樹町（現南青山、ごく一部が西麻布）
  - 青山六軒町（現元赤坂、北青山）
  - 溜池葵町（現赤坂、虎ノ門）
  - 溜池霊南坂町（現赤坂、六本木）
  - 青山南町七丁目、渋谷宮益町（現渋谷区渋谷）
  - 青山北町七丁目（現渋谷区神宮前）
  - 渋谷神原町（現渋谷区恵比寿）
- 1883年（明治16年） - 内務省地理局および工部省電信局による地磁気の臨時観測所（現在の気象庁地磁気観測所）が、今井町に置かれる。
- 1886年（明治19年） - 渋谷神原町が麻布区に編入。
- 1889年（明治22年）5月1日 - 市制施行により、東京府東京市赤坂区となる。同時に、南豊島郡原宿村飛地（字五反田）の北半分を編入。青山南町七丁目、青山北町七丁目、渋谷宮益町を南豊島郡渋谷町に編入。
- 1900年（明治33年）9月1日 - 大倉商業学校開校（葵町、現在のホテルオークラ隣接地）
- 1911年（明治44年）5月1日、町名より「赤坂」の冠称が省かれる。(「青山」の冠称は継続)
- 1917年（大正6年）4月 - 商工中学校（現在の日大三高の前身）が中ノ町8番地に移転、校名を赤坂中学校と改称する。
- 1918年（大正7年）8月 - 学習院女学部（現在の学習院女子大学・学習院女子中・高等科）が青山に移転する。
- 1938年（昭和13年）11月18日 - 東京高速鉄道（現在の東京メトロ銀座線）の青山六丁目駅（現在の表参道駅）、外苑前駅、青山一丁目駅および赤坂見附駅が開業する。
- 1943年（昭和18年）7月1日 - 東京都制施行により、東京都赤坂区となる。
- 1947年（昭和22年）3月15日 - 芝区、麻布区および赤坂区の区域をもって港区が発足[3]。同時に旧区域の町名に「赤坂」の冠称がつけられる（元赤坂町を除く）。
  - 港区発足後、旧赤坂区役所庁舎は港区役所赤坂支所→港区役所赤坂地区総合支所として、建て替えを経て現在も同地にある。

## 行政
歴代区長は、歴代区長一覧 - 東京都 (PDF) の赤坂区の項を参照

## 地域

### 教育
- 大倉商業学校 - 大倉高等商業学校
- 私立赤坂中学校 - 日本大学第三中学校
- 東京都立赤坂女子商業学校
- 山脇高等女学校
- 青山国民学校 - 現在の港区立青山小学校
- 赤坂国民学校 - 現在の港区立赤坂小学校
- 檜町国民学校 - 現在の港区立赤坂小学校
- 氷川国民学校 - 現在の港区立赤坂小学校
- 青南国民学校 - 現在の港区立青南小学校

## 交通

### 鉄道路線
- 東京高速鉄道（→帝都高速度交通営団、現東京メトロ）
  - 渋谷線（現銀座線）:青山六丁目駅→神宮前駅（現表参道駅） - 青山四丁目駅（現外苑前駅） - 青山一丁目駅 - 赤坂見附駅 - （のちに溜池山王駅が開業）
- 東京都交通局
  - 東京都電車
    - 溜池線:赤坂見附 - 山王下 - 溜池 - 虎ノ門
    - 霞町線:溜池 - 福吉町、高樹町 - 青山南町
    - 青山線:赤坂見附 - 豊川稲荷前 - 赤坂表町 - 青山一丁目 - 青山三丁目 - 青山四丁目 - 青山五丁目 - 神宮前 - 青山六丁目
    - 広尾線:青山一丁目 - 青山南町一丁目
    - 六本木線:新坂町 - 竜土町
    - 信濃町線:青山一丁目 - 権田原

東京メトロ丸ノ内線、千代田線、半蔵門線、南北線、都営地下鉄大江戸線は未開通。また溜池山王駅（銀座線、南北線）、赤坂駅、乃木坂駅（千代田線）、明治神宮前駅（千代田線、副都心線）は開業していなかった。

### 道路
- 表参道

## 名所・旧跡・観光スポット・祭事・催事
- 赤坂離宮
  - 大宮御所、秩父宮邸
- 衆議院議員宿舎赤坂宿舎
- 明治神宮外苑
- 高橋是清翁記念公園
- 憲法記念館
- 乃木神社
- 氷川神社
- 豊川稲荷東京別院
- 駐日アメリカ合衆国大使館
- カナダ公使館 - 現在のカナダ大使館

## 関係者
著名な出身者
- 有馬頼義 - 小説家（青山出身）
- 飯島綾子 - 俳優、歌手、声優、日本舞踊家（新町出身）
- 石垣りん - 詩人
- 入江若葉 - 俳優
- 榎本健一 - 俳優（青山南町出身）
- 大空眞弓 - 俳優
- 大塚雄司 - 衆議院議員（青山南町出身）
- 大庭秀雄 - 映画監督（青山出身）
- 小畠絹子 - 俳優（青山南町出身）
- 小原鈴子 - 牧師（氷川町出身）
- 加藤治子 - 俳優
- 神田隆 - 俳優
- 木内信夫 - シベリア抑留画家、イラストレーター（一ツ木町出身）
- 木子幸三郎 - 建築家
- 北杜夫 - 小説家、エッセイスト、精神科医、医学博士（青山南町出身）
- 木戸幸一 - 内大臣（青山南町出身）
- 国木田虎雄 - 詩人、国木田独歩の子
- 黒田長礼 - 侯爵（福吉町出身）
- 黒柳徹子 - 俳優、タレント、司会者、エッセイスト（乃木坂出身）
- 児玉数夫 - 映画評論家
- 小森和子 - 映画評論家
- 佐伯秀男 - 俳優、ファッションモデル、ボディビルダー（表町出身）
- 笹井醇一 - 海軍軍人（青山出身）
- 鈴木泉三郎 - 劇作家、編集者（青山出身）
- 竹内良一 - 俳優（青山出身）
- 田中英光 - 作家（榎坂町出身）
- 辻邦生 - 小説家（本郷区駒込西片町出身、赤坂区丹後町等で育つ）
- 徳川夢声 - 弁士、漫談家（幼少期から赤坂界隈で育つ）
- 長岡鉄男 - オーディオ評論家（青山北町出身）
- 仲小路彰 - 哲学者（氷川町出身）
- 中村嘉葎雄 - 俳優（青山南町出身）
- 土方与志 - 舞台演出家（表町出身）
- 藤浦敦 - 映画監督
- 萬龍 - 芸妓（日本橋生まれ。7歳時から溜池界隈赤坂花街置屋の養女）
- ミッキー・カーチス - ミュージシャン
- 南博 - 社会心理学者（田町出身）
- 萬屋錦之介 - 俳優（青山南町出身）
- 隆慶一郎 - 脚本家、小説家
- 和田昭允 - 生物物理学者（青山南町出身）

居住その他ゆかりある人物
- 高野長英 - 江戸時代末期の医師・蘭学者。麻布宮村町〈元麻布2・3丁目〉や麻布本村町〈南麻布〉、遠く郷里水沢や四国宇和島まで妻子と隠棲しながら逃避行を続けていたが、1850年10月30日に青山百人町〈南青山5丁目〉の隠棲先で南町奉行遠山景元配下の同心や捕方らに殴打の末に捕縛され絶命した。
- 勝海舟 - 江戸時代末期の武士〈幕臣〉・政治家。氷川神社界隈の旧氷川小学校があった地が、明治期まで居住した邸宅跡になる。
- 吉村寅太郎 - 教育者。1917年、青山の自邸で死去。
- 加藤友三郎 - 首相・元帥海軍大将。1923年、首相在任のまま青山南町の自邸で死去。
- 高橋是清 - 首相・蔵相。1936年の2・26事件で死去。高橋是清翁記念公園が邸宅跡。
- 斎藤実 - 首相・海軍大将。1936年の2・26事件で死去。霊南坂町に邸宅があった（入間野武雄も参照）。
- 下田歌子 - 教育者・歌人。1936年、青山北町の自邸で死去。
- 豊田喜一郎 - 実業家・トヨタ自動車創業者。1938年以降、息子章一郎や達郎ら隣接永田町の府立一中入学にあわせて赤坂に居住。